# Lobelia viridiflora
Lobelia viridiflora är en klockväxtart som beskrevs av Mcvaugh. Lobelia viridiflora ingår i släktet lobelior, och familjen klockväxter.
Artens utbredningsområde är Jamaica. Inga underarter finns listade i Catalogue of Life.